# La Voix du rêve
Pour plus de détails, voir Fiche technique et Distribution.
La Voix du rêve est un film français réalisé par Jean-Paul Paulin, sorti en 1949.

## Synopsis
Après un accident, qui a coûté la vie à son fiancé ainsi que sa vue, Laure se retrouve aux soins de sa sœur Eve et du docteur Rameau. Ces derniers lui dissimulent la perte de son amant en faisant passer Marcel, qui a une voix identique, pour l’homme qu'elle aime. Mais Marcel tombe peu à peu amoureux d’Eve.

## Fiche technique
- Titre : La Voix du rêve
- Réalisation : Jean-Paul Paulin
- Assistant : François Gir
- Scénario : Albert Husson et Jacques Maret, d'après son roman
- Dialogues : Albert Husson
- Photographie : Jean Bourgoin
- Son : Jean Rieul
- Montage : Renée Guérin
- Musique : Georges Van Parys
- Société de production : Francinalp
- Tournage : du 24 mai au 26 juin 1948
- Pays d'origine :  France
- Format : Noir et blanc - 35 mm - 1,37:1
- Genre : Drame
- Durée : 94 minutes
- Date de sortie : 
  - France - 13 mai 1949
- Numéro de visa : 7582 (délivré le 05/08/1948)

## Distribution
- Renée Saint-Cyr : Ève
- Jean Chevrier : le docteur Rameau
- Marcel Pagliero : Marcel
- Jeanne Fusier-Gir : Amélie
- Marina de Berg : Christine
- France Descaut : Laure
- Mireille Ozy
- Georges Galley